# Lecumberry
Lecumberry is een gemeente in het Franse departement Pyrénées-Atlantiques (regio Nouvelle-Aquitaine) en telt 182 inwoners (1999). De plaats maakt deel uit van het arrondissement Bayonne. Het dorp beschikt over een groot stuk grondgebied tegen de Spaanse grens aan, rond de berg Okabe (1456 m). Dit gebied ligt grotendeels ten zuiden van de hoofdkam van de Pyreneeën en behoort tot het stroomgebied van de Ebro, wat relatief zeldzaam is voor een Franse gemeente. De verbindingsstrook tussen dit zuidelijke gebied en het dorp Lecumberry is minder dan 500 meter breed en er lopen geen wegen in deze verbindingsstrook. Het zuidelijke gebied wordt ontsloten door de D301. Vanuit het dorp Lecumberry kan men D301 (en dus het zuidelijke gebied) bereiken via de D18 over de buurgemeente Mendive. Vóór 1842 was de verbindingsstrook naar het zuiden, in de vallei van de Esterenguibel, een stuk breder. In 1842 moest de gemeente Lecumberry echter een stuk grondgebied afstaan aan de nieuw opgerichte gemeente Estérençuby.
In het uiterste zuidoosten van de gemeente ligt het Woud van Irati.

## Geografie
De oppervlakte van Lecumberry bedraagt 52,0 km², de bevolkingsdichtheid is 3,5 inwoners per km².
De onderstaande kaart toont de ligging van Lecumberry met de belangrijkste infrastructuur en aangrenzende gemeenten.

## Demografie
Onderstaande figuur toont het verloop van het inwonertal (bron: INSEE-tellingen).